# Strathmoor Village
Strathmoor Village – miasto w Stanach Zjednoczonych, w stanie Kentucky, w hrabstwie Jefferson.